# Styringomyia bancrofti
Styringomyia bancrofti là một loài ruồi trong họ Limoniidae. Chúng phân bố ở miền Australasia.